# Ruy-e Du Ab (distrikt)
Ruy-e Du Ab är ett distrikt i Afghanistan. Det ligger i provinsen Samangan, i den nordöstra delen av landet, 170 kilometer nordväst om huvudstaden Kabul. Administrativ huvudort är Ruy-e Du Ab.
Distriktet beräknades år 2022 ha cirka 53 000 invånare.